# Lev Kaljaev
Lev Alekseevič Kaljaev (in russo Лев Алексеевич Каляев?; Leningrado, 16 maggio 1929 – Leningrado, 19 agosto 1983) è stato un velocista sovietico.

## Palmarès
| Anno | Manifestazione  | Sede      | Evento  | Risultato | Prestazione | Note |
| ---- | --------------- | --------- | ------- | --------- | ----------- | ---- |
| 1950 | Europei         | Bruxelles | 4×100 m | Oro       | 41"5        |      |
| 1952 | Giochi olimpici | Helsinki  | 4×100 m | Argento   | 40"3        |      |